# Магас
Вижте пояснителната страница за други значения на Магас.
Магас (на руски: Магас; на ингушки: Магас; букв. „Слънчев град“) е град в Русия, столица на Република Ингушетия от края на декември 2002 г. Населението му към 1 януари 2018 г. е 8771 жители.
Основан е през 1995 г. на място, на което е съществувал древен град със същото име. Магас се намира на 4 км от Назран. Градът е разположен на наклонени тераси и се издига на 6 – 7 м над коритото на река Сунжа. Надморската височина е от 520 до 650 метра. На 8 км от града се намира железопътната гара Назран, а на 30 км – летището. Наблизо минава федералната автомагистрала „Кавказ“.